# خنشارة
خنشارة (به عربی: خنشارة) یک منطقهٔ مسکونی در لبنان است که در استان جبل لبنان واقع شده‌است.

## خصوصیات
خنشارة ۱٬۱۰۰ متر بالاتر از سطح دریا واقع شده‌است.